# 日テレ系リアルタイム配信
日テレ系リアルタイム配信（ニッテレケイリアルタイムハイシン）は、日本テレビ放送網（日テレ）による常時同時配信・見逃し番組配信サービスの名称である。
2020年10月3日19時から同年12月30日21時まで讀賣テレビ放送（ytv）、中京テレビ放送（CTV）の3社が共同でトライアルサービスを行い、2021年10月2日19時から日本テレビ単独で正式サービスを開始した。
本項目では、トライアルサービス時並びに2021年10月2日から2022年3月31日までのサービス名称であった『日テレ系ライブ配信』（ニッテレケイライブハイシン）についても併せて述べる。

## 概要
イギリス・英国放送協会（BBC）とITVが2008年からテレビ放送の同時配信サービスを開始したのを皮切りとして、世界各国の放送局が相次いで同時配信サービスを開始したが、日本では著作権法や採算上の問題、系列局（地方局）への配慮などから、日本テレビを始めとする、民放各社はこれまでテレビ番組のインターネット同時配信に慎重であった。
しかし、テレビ離れが急速に進んでいることや2020年3月に日本放送協会（NHK）がNHKプラスのサービスを開始させることを受けて、日本テレビなどの在京民放5社でも同年秋にインターネット同時配信を始める方針で関係各所と調整していることが同年2月に報じられた。

### トライアルサービス
日本テレビは2020年7月27日に行われた定例記者会見において、同年10月から同局にて放送している番組をインターネットでも試行的に同時配信する予定であることを同局社長の小杉善信が発表した。
2020年9月17日、日本テレビと系列局の読売テレビ、中京テレビは2020年10月3日から3か月間、日本テレビ（地上波）放送番組のネット同時配信試験サービスを実施することを発表した。日本テレビなどの民放各社が共同で運営している動画配信サービス「TVer」にて、ゴールデン・プライムタイムにレギュラー放送されている32番組のライブ配信を行うことを発表した。また、TVerでこれらの番組の見逃し配信も提供することを合わせて発表した。
同時配信の対象は当初発表の時点では19時台から22時台としていたが、後に月曜日-金曜日は23・24時台、土曜日と日曜日は23時台の番組も対象になった。また、配信番組にはジャニーズ事務所所属タレントがレギュラー出演している番組（『I LOVE みんなのどうぶつ園』・『嵐にしやがれ』・『ザ!鉄腕!DASH!!』など）や、系列局の読売テレビと中京テレビが制作している番組（『プラチナイト』・『秘密のケンミンSHOW極』・『ダウンタウンDX』）も含まれていた。
一方、当該時間帯の番組でも一部の特別番組や権利処理が難しい番組（『世界まる見え!テレビ特捜部』・『金曜ロードSHOW!』・『おしゃれイズム』など）、一部のプロ野球中継、一部のローカルセールス枠の番組（『クイズ!あなたは小学5年生より賢いの?』・『新・日本男児と中居』・『ダウンタウンのガキの使いやあらへんで!』）、ミニ番組（『心に刻む風景』・『ワーズハウスへようこそ』・『夢の通り道』など）については同時配信の対象外となる。
2020年12月28日、日本テレビとTVerは同年12月30日21時に本トライアルサービスを終わらせる事を発表し、同日にて予定通り終了した。今後、本トライアルサービスにて得られたデータの分析やフィードバックを行った上で、2021年以降に本格運用するかどうかを判断するとしていた。なお、トライアルサービス終了後も全国高等学校サッカー選手権大会などのスポーツ中継や、読売テレビ制作の関西ローカル番組『ytv漫才新人賞』で同時配信を実施している。

### 正式サービス
日本テレビは2021年10月2日19時から正式サービスを開始することを発表した。トライアルサービス時とは異なる点もあり、配信対象外となっていた『世界まる見え!テレビ特捜部』と『博士は今日も嫉妬する 人生が楽しくなる最新テクノロジー』、『おしゃれクリップ』が新たに配信対象番組に追加される一方、サービス開始時は月曜日-金曜日の23・24時台に放送している番組（『news zero』・『プラチナイト』・『MUSIC BLOOD』）が配信対象外となった。また、ローカルセールス枠の番組（『ニノさん』・『ダウンタウンのガキの使いやあらへんで!』）も引き続き配信対象外となる。なお、中京テレビ制作の番組である『ヒューマングルメンタリー オモウマい店』や読売テレビ制作の番組（『秘密のケンミンSHOW極』・『ダウンタウンDX』）も正式サービス開始当初は配信対象外であったが、『オモウマい店』は2021年12月7日放送回より、読売テレビ制作2番組は2022年4月14日放送回から配信対象番組に追加された。
2022年4月1日からサービス名称を「日テレ系リアルタイム配信」に変更することを同年3月31日に発表した。

## 特徴

### 配信画面
日テレ系リアルタイム配信のみ、当初は透かし（ウォーターマーク）が挿入されていなかったが、2022年5月9日頃より右上に「日テレ系リアルタイム配信」と透かし（ウォーターマーク）が挿入されている。

### 待機画面
待機画面ではかつて日本テレビの局名告知として放送していた「鳩の休日」に登場する鳩が表示されている。

### 差し替え
地上波にてCMが放送されていたり、同時配信においての権利が得られなかった映像を配信する場合は、別の映像に差し替えたり、権利上の問題で配信できない旨のメッセージ（ふたかぶせ）が表示される。

### システム
映像差し替えなどの処理は日本電気（NEC）が開発した「地上波ライブ配信エンコーダソリューション」やPLAYが開発したCloud Playout（AWS）「PLAY KRONOS」によって行われていた。

### 対象機器
トライアルサービス・正式サービス時共にスマートフォン・タブレット・PCに対応。なお、TVerのテレビアプリやAmazon Fire TV・Chromecastを介した視聴は出来ない。